# Carheart
Carheart je debitantski studijski album norveškog avangardnog metal sastava Virus. Album je 1. kolovoza 2003. godine objavila diskografska kuća Jester Records.

## Popis pjesama
| 1.    | »Something Furry This Way Comes« | 1:36 |
| 2.    | »Carheart«                       | 3:56 |
| 3.    | »Queen of the Hi-Ace«            | 4:15 |
| 4.    | »Road«                           | 5:44 |
| 5.    | »Gum, Meet, Mother«              | 5:00 |
| 6.    | »Dogs with Wheels«               | 1:33 |
| 7.    | »It's All Gone Weird«            | 5:39 |
| 8.    | »Kennel Crash Recovery«          | 2:30 |
| 9.    | »Hustler«                        | 5:19 |
| 10.   | »Bandit«                         | 4:32 |
| 11.   | »Be Elevator«                    | 8:49 |
| 48:53 |                                  |      |

## Zasluge
Virus
- Czral – vokali, gitara
- Plenum – bas-gitara
- Esso – bubnjevi

Dodatni glazbenici
- Zweizz – glazba i izvedba (na pjesmama 1, 6 i 8), koautor teksta (na pjesmama 3 i 11)
- Kim Sølve – glazba i izvedba (na pjesmama 1, 6 i 8), ilustracije, naslovnica, dizajn
- Kristoffer Rygg – vokali (na pjesmi 3)
- Aggie "Frost" Peterson – vokali (na pjesmi 3)
- Øyvind Hægeland – vokali (na pjesmi 9)

Ostalo osoblje
- Ingar Hunskaar – produkcija, miksanje
- Trine Paulsen – logotip
- Tom Kvålsvoll – mastering